# Boarmia albimacula
Boarmia albimacula är en fjärilsart som beskrevs av Louis Beethoven Prout 1916. Boarmia albimacula ingår i släktet Boarmia och familjen mätare. Inga underarter finns listade i Catalogue of Life.